# Delosperma katbergense
Delosperma katbergense är en isörtsväxtart som beskrevs av L. Bol.. Delosperma katbergense ingår i släktet Delosperma, och familjen isörtsväxter. Inga underarter finns listade i Catalogue of Life.